# Alfons Wagner
Alfons Wagner (* 27. August 1890 in Zgierz, Russisches Kaiserreich; † 18. Mai 1978 in Aschau im Chiemgau) war ein deutscher Metallurg.

## Leben
Wagner nahm sein Studium des Hüttenwesens im Wintersemester 1910/11 an der Technischen Hochschule Stuttgart auf. Im gleichen Semester wurde er Mitglied der Stuttgarter Burschenschaft Ghibellinia. Seine universitäre Ausbildung schloss Wagner mit Promotionen zum Dr. Ing. und Dr. mont. in den Fächern Ingenieurwissenschaften und Bergwerkswissenschaften ab. Er war als Direktor der Oberschlesischen Hüttenwerke AG in Gleiwitz tätig, die Anfang der 1930er Jahre zu den wichtigsten Zulieferern der Kraftfahrzeugindustrie gehörte. Er war außerdem Grubenvorsteher der Payerbacher Eisengewerkschaft und Gewerkschaftsvorstand der Pittener Eisengewerkschaft. Er war Preußischer Provinzialrat.
Nach Ende des Zweiten Weltkriegs lehrte er als Honorarprofessor Metallurgie an der Technischen Hochschule München und gehörte mehrere Jahre den Aufsichtsräten der Daimler-Benz AG und der Maximilianshütte an. In der Volksrepublik Polen stand er auf der Kriegsverbrecherliste.
Im Oktober 1961 wurde er zum Aufsichtsratsvorsitzenden der Bayerischen Motoren-Werke AG (BMW) bestellt. Im Dissens über die Ernennung von Ernst Kämpfer zum Generaldirektor kam es im Frühjahr 1962 zum Bruch mit Großaktionär Herbert Quandt und Wagner trat im August 1962 von seinem Amt zurück.